# M.O.D.
Method of Destruction, spesso abbreviati in M.O.D., è un gruppo crossover thrash statunitense. 

## Storia
Originari di New York, vennero fondati nel 1986, da Billy Milano, già ideatore degli Stormtroopers Of Death. Con i M.O.D., Milano cercò di continuare lo stesso percorso della sua precedente band, mixando pezzi di hardcore punk con il thrash metal a frequenti testi umoristici e politicamente scorretti. U.S.A. for M.O.D. è per la band il disco d'esordio, prodotto dal produttore degli S.O.D. e chitarrista degli Anthrax, Scott Ian.
I seguenti rilasci Gross Misconduct, Devolution e Dictated Aggression soffrono di poca distribuzione e vanno fuori produzione, nonostante lo stile più forte ed i testi più seri utilizzati da Milano. Nel 2003 gli M.O.D. pubblicano The Rebel You Love to Hate, e Il gruppo adotta quindi una nuova formazione per un piccolo tour, al termine del quale, nel 2008, si scioglie  Gli album verranno poi rimessi in commercio dalla Blackout Records nel 2004. Un nuovo album dei M.O.D. dal titolo Red, White & Screwed viene pubblicato nel 2007. Il gruppo adotta quindi una nuova formazione per un piccolo tour, al termine del quale, nel 2008, si scioglie per volontà dello stesso Billy, che vuole sperimentare nuove esperienze. Ad ottobre 2012 Billy ha annunciato una nuova serie di concerti dei M.O.D. prevista per la primavera del 2013.

## Formazione
- Billy "Mosh" Milano - voce
- Scott "The Rod" Lee Sargeant - chitarra, voce
- Rob Moschetti - basso, voce
- Michael Arellano - batteria

## Membri precedenti
- Tim McMurtrie - chitarra
- Louis Svitek - chitarra
- Tom Klimchuck - chitarra
- John Pereksta - chitarra, basso
- Paul Crook - chitarra
- Sooch - chitarra
- Joe Young - chitarra
- Joe Affe - chitarra
- Mike DeLeon - chitarra
- Ben Drinkin - chitarra
- Jason Kottwitz - chitarra
- Jason French - chitarra
- Sparky Voyles - basso
- Jeff Wood - basso
- Ken Ballone - basso
- John Monte - basso
- Rob Moschetti - basso
- Scott Sargeant - basso
- Christopher Dawson - basso
- Tim "Tank" Casterline - basso
- Felix Griffin - batteria
- Adam Kieffer - batteria
- Keith Davis - batteria
- Tim Mallare - batteria
- Dave Chavarri - batteria
- Darren Verpeut - batteria
- Danny "DNA" Burkhardt - batteria
- Derek "Lennon" Lopez - batteria
- Walter ""Monsta" Ryan - batteria

## Discografia

### Album in studio
- 1987 - U.S.A. for M.O.D.
- 1989 - Gross Misconduct
- 1992 - Rhythm of Fear
- 1994 - Devolution
- 1996 - Dictated Aggression
- 2003 - The Rebel You Love to Hate
- 2007 - Red, White & Screwed
- 2017 - Busted, Broke & American

### EP
- 1988 - Surfin' M.O.D.

### Live
- 2017 - Rock Hotel, The Ritz, 1987

### Compilation
- 1995 - Loved by Thousands... Hated by Millions
- 1999 - Surfin' M.O.D. / Rhythm of Fear